# Lippischer Landtag von 1836
Der Landtag von 1836 in Lippe war die letzte Versammlung der Stände des Fürstentums Lippe nach dem noch aus dem HRR stammenden alten Recht. Es war der erste Landtag, der seit dem Schluss des Landtags am 26. Oktober 1805 zusammengerufen wurde. In der Landeshauptstadt Detmold waren die Vertreter alle fünf landtagsfähigen Städte und ein großer Teil des landtagsfähigen Adels anwesend. Hauptgegenstand des Landtags war die Billigung der Verfassung (des Landesgrundgesetzes).

## Hintergrund
Mit dem Beitritt des Fürstentums Lippe zum Rheinbund wurde der Landtags nicht mehr einberufen. Nach dem Ende der napoleonischen Kriege 1815 wurde die alte Ordnung wiederhergestellt. Die Deutsche Bundesakte regelte in Art. 13 jedoch, dass die Mitgliedsstaaten eine landständige Verfassung erlassen sollten. Nach dem damaligen Verständnis bedeutet dies, anstelle der alten Stände eine gewählte Vertretung von Adel, Städten und ländlichen Grundbesitzern einzurichten.
Fürstin Pauline legte gemäß dieser Verpflichtung 1819 einen Verfassungsentwurf vor. Dieser fand jedoch bei den alten Landständen keine Zustimmung und trat daher lange nicht in Kraft. Umgekehrt weigerte sich der Fürst, Landtag einzuberufen, solange keine Zustimmung zur Verfassung erreicht werden konnte. Die war nach langen Verhandlungen erst 1836 der Fall.

## Teilnehmer
| Stand        | Rittergut                       | Abgeordneter                                       |
| ------------ | ------------------------------- | -------------------------------------------------- |
| Ritterschaft | Eckendorf                       | Landrat Franz von Borries                          |
| Ritterschaft | Ober- und Niederhof zu Maspe    | General Friedrich Ludwig Heinrich von Kleist       |
| Ritterschaft | Iggenhausen                     | Kammerherr und Geheimer Regierungsrat von Blomberg |
| Ritterschaft | Maspe                           | Drost von Donop                                    |
| Ritterschaft | Wöbbel                          | Rittmeister von Donop                              |
| Ritterschaft | Papenhausen                     | von Wendt                                          |
| Ritterschaft | Schöttmar                       | Johann von Stietencron                             |
| Ritterschaft | Steinbeck                       | Forstjunker von Hoffmann                           |
| Ritterschaft | Gut Niederntalle (Niederntalle) | Hauptmann von Blomberg                             |
| Städte       | Lemgo                           | Bürgermeister Moritz Petri                         |
| Städte       | Lemgo                           | Bürgermeister August Wilhelm Ernst                 |
| Städte       | Horn                            | Syndikus Bernhard Meyer                            |
| Städte       | Horn                            | Beisitzer Arcularius                               |
| Städte       | Blomberg                        | Syndikus Hasse                                     |
| Städte       | Blomberg                        | Bürgermeister Ramm                                 |
| Städte       | Uflen                           | Bürgermeister Capelle                              |
| Städte       | Uflen                           | Bürgermeister Arnold                               |
| Städte       | Detmold                         | Syndikus Runnenberg                                |
| Städte       | Detmold                         | Bürgermeister Ernst Emil Kestner                   |

Die Eröffnung des Landtags erfolgte am 29. Juni 1836 im großen Saal des Detmolder Rathauses und wurde dann auf dem Schloss vom Fürsten empfangen. In getrennten Beratungen der beiden Kurien und im Plenum wurde über die Verfassung beraten. Am 5. Juli überreichten die Stände ihr Votum der Regierung und am 6. Juli wurde der Landtag offiziell geschlossen.
Die Verfassung, das Landesgrundgesetz für das Fürstentum Lippe, wurde am 6. Juli 1836 veröffentlicht und in Kraft gesetzt.